# Solliès-Ville
Solliès-Ville är en kommun i departementet Var i regionen Provence-Alpes-Côte d'Azur i sydöstra Frankrike. Kommunen ligger i kantonen Solliès-Pont som tillhör arrondissementet Toulon. År 2022 hade Solliès-Ville 2 532 invånare.

## Befolkningsutveckling
Antalet invånare i kommunen Solliès-Ville
| Referens: INSEE |